# −1
|  | Aquest article tracta sobre el nombre. Vegeu-ne altres significats a «1 aC». |

En matemàtiques, −1 (menys u) és un nombre enter negatiu, que va entre menys dos (-2) i zero (0). La seva representació binària pot ser −1 o 11...11 (en funció del format i del nombre de bits utilitzats per a representar nombres enters), la representació octal pot ser −1 o 77..77 (ídem) i l'hexadecimal pot ser −1 o FF..FF (ídem). La seva factorització en nombres primers és 1 × −1 = −1. És l'additiu invers d'1, és a dir, el nombre que, en sumar-li 1, dona 0. També forma part de la famosa identitat d'Euler:
{\displaystyle e^{i\pi }=-1}
Els negatius tenen algunes propietats similars però lleugerament diferents a les propietats dels nombres enters positius. Els negatius serien un multiplicador d'identitat si no fos pel canvi de signe:
{\displaystyle (-1)\cdot x=-x}
L'arrel quadrada d'un nombre negatiu N és la mateixa que la del nombre positiu però en el pla complex. És a dir:
{\displaystyle {\sqrt {-N}}={\sqrt {N\cdot -1}}={\sqrt {N}}\cdot i}
En informàtica, −1 de vegades és usat en alguns llenguatges de programació per a representar un valor inicial per a enters i també es pot utilitzar per a inicialitzar una variable que no conté cap informació útil si, per exemple, s'està cercant un valor d'una llista de nombres positius.
Ocurrències del nombre menys u:
- Designa l'any 2 aC.

## Propietats matemàtiques
- És l'invers de l'addició del nombre 1, és a dir, el nombre que, quan se li suma a 1, dona 0.
- Té algunes propietats simliars però lleugerament differents a les propietats positives (de l'U (nombre)u); seria un multiplicador d'identitat si no fos per un canvi de signe: (−1) · x = −x.
- En el context de nombres imaginaris, i^2 és igual a −1, on i és la unitat imaginària.
- El nombre −1 està present en la identitat d'Euler: {\displaystyle e^{i\pi }=-1\,\!}.
- És, en informàtica, un valor inicial per a enters en alguns llenguatges; també s'utilitza per mostrar una variable que no conté cap informació útil.

### Arrels quadrades de −1
Tot i que no hi ha cap arrel quadrada real de −1, el nombre complex i satisfà i2 = −1, i com a tal es pot considerar una arrel quadrada de −1. L'únic altre nombre complex el quadrat del qual és −1 és −i ja que tot nombre complex diferent de zero té exactament dues arrels quadrades, tal com estableix el teorema fonamental de l'àlgebra. En l'àlgebra dels quaternions – on el teorema fonamental no aplica – que conté els nombres complexos, l'equació x2 = −1 té infinites solucions.